# Talanga tolumnialis
Talanga tolumnialis is een vlinder uit de familie van de grasmotten (Crambidae), uit de onderfamilie van de Spilomelinae. De wetenschappelijke naam van deze soort is voor het eerst voorgesteld als Leucochroma tolumnialis door Francis Walker in een publicatie uit 1859.
De spanwijdte is ongeveer 3 centimeter.

## Verspreiding
De soort komt voor in Indonesië (West-Papoea) en Australië (Queensland, Noordelijk Territorium, New South Wales).

## Waardplanten
De rups leeft op jonge bladeren en scheuten van Ficus (Moraceae).